# Élections législatives de 2024 dans les Bouches-du-Rhône
Les élections législatives de 2024 dans les Bouches-du-Rhône se déroulent les 30 juin et 7 juillet 2024. Dans le département, seize députés sont à élire dans le cadre de seize circonscriptions, à la suite de la dissolution de l'Assemblée nationale par Emmanuel Macron.
Le choix de cette dissolution est fait après la défaite de la liste Renaissance aux élections européennes qui ont lieu le 9 juin 2024.
Les élections législatives dans le Bouches-du-Rhône sont marquées par une défaite cinglante pour le camp présidentiel, qui perd ses six députés sortants. Le Rassemblement national double presque son nombre d'élus, tandis que Nouveau Front populaire améliore légèrement sa performance et gagne un siège à Marseille et à Aix-en-Provence.

## Contexte
| Circonscription | RN      | ENS     | PS - PP | LFI     | LR     |
| --------------- | ------- | ------- | ------- | ------- | ------ |
| Circonscription |         |         |         |         |        |
| 1re             | 40,8 %  | 11,16 % | 9,48 %  | 12,09 % | 5,79 % |
| 2e              | 26,94 % | 15,72 % | 14,36 % | 15,72 % | 9,10 % |
| 3e              | 39,64 % | 8,19 %  | 7,98 %  | 21,81 % | 4,00 % |
| 4e              | 13,42 % | 6,49 %  | 14,62 % | 41,48 % | 2,60 % |
| 5e              | 22,5 %  | 10,31 % | 16,12 % | 21,45 % | 5,27 % |
| 6e              | 36,47 % | 11,62 % | 10,4 %  | 13,45 % | 6,26 % |
| 7e              | 26,98 % | 4,27 %  | 5,19 %  | 48,44 % | 1,53 % |
| 8e              | 41,34 % | 12,55 % | 10,36 % | 8,41 %  | 5,92 % |
| 9e              | 40,68 % | 11,96 % | 10,24 % | 8,81 %  | 5,73 % |
| 10e             | 43,62 % | 11,6 %  | 10,68 % | 6,91 %  | 5,32 % |
| 11e             | 33,14 % | 14,89 % | 12,77 % | 9,66 %  | 7,07 % |
| 12e             | 48,54 % | 9,51 %  | 7,89 %  | 9,26 %  | 4,44 % |
| 13e             | 43,96 % | 8,36 %  | 8,17 %  | 12,14 % | 3,04 % |
| 14e             | 27,81 % | 16,02 % | 15,77 % | 9,17 %  | 7,38 % |
| 15e             | 43,21 % | 12,35 % | 10,53 % | 5,94 %  | 5,85 % |
| 16e             | 42,66 % | 9,56 %  | 9,94 %  | 12,47 % | 4,24 % |

## Système électoral
Les élections législatives ont lieu au scrutin uninominal majoritaire à deux tours dans des circonscriptions uninominales.
Est élu au premier tour le candidat qui réunit la majorité absolue des suffrages exprimés et un nombre de voix au moins égal au quart des électeurs inscrits dans la circonscription, soit 25 %. Si aucun des candidats ne satisfait ces conditions, un second tour est organisé entre les candidats ayant réuni un nombre de voix au moins égal à un huitième des inscrits, soit 12,5 %. Les deux candidats arrivés en tête du 1er tour se maintiennent néanmoins par défaut si un seul ou aucun d'entre eux n'a atteint ce seuil. Au second tour, le candidat arrivé en tête est déclaré élu,.
Le seuil de qualification basé sur un pourcentage du total des inscrits et non des suffrages exprimés rend plus difficile l'accès au second tour lorsque l'abstention est élevée. Le système permet en revanche l'accès au second tour de plus de deux candidats si plusieurs d'entre eux franchissent le seuil de 12,5 % des inscrits. Les candidats en lice au second tour peuvent ainsi être trois, un cas de figure appelé « triangulaire ». Les second tours où s'affrontent quatre candidats, appelés « quadrangulaire » sont également possibles, mais beaucoup plus rares,.

### Partis et nuances
Les résultats des élections sont publiés en France par le ministère de l'Intérieur, qui classe les partis en leur attribuant des nuances politiques. Ces dernières sont décidées par les préfets, qui les attribuent indifféremment de l'étiquette politique déclarée par les candidats, qui peut être celle d'un parti ou une candidature sans étiquette.
Seuls le Parti communiste français (COM), La France insoumise (FI), le Parti socialiste (SOC), le Parti radical de gauche (RDG), Les Écologistes (VEC), Renaissance (RE), le Mouvement démocrate (MDM), Horizons (HOR), l'Union des démocrates et indépendants (UDI), Les Républicains (LR), le Rassemblement national (RN) et Reconquête (REC) se voient attribuer en 2024 des nuances propres. Les coalitions Ensemble et Nouveau front populaire, ainsi que les candidats de l'alliance LR-Ciotti-RN, en bénéficient également indirectement, les nuances Ensemble ! (Majorité présidentielle) (ENS), Union de la gauche (UG) et Union de l'extrême-droite (UXD) étant attribuables aux candidats bénéficiant respectivement du soutien de deux partis du centre, de deux partis de gauche ou de deux partis d'extrême-droite,.
Tous les autres partis se voient attribuer l'une ou l'autre des nuances suivantes : EXG (extrême gauche), DVG (divers gauche), ECO (écologiste), REG (régionaliste), DVC (divers centre), DVD (divers droite), DSV (droite souverainiste) et EXD (extrême droite). Des partis comme Debout la France ou Lutte ouvrière ne disposent ainsi pas de nuances propres, et leurs résultats nationaux ne sont pas publiés séparément par le ministère, car mélangés avec d'autres partis (respectivement dans les nuances DSV et EXG).

## Élus
| Circonscription | Député sortant                                        | Parti | Parti     | Groupe    | Député élu ou réélu | Parti | Parti   | Groupe  |
| --------------- | ----------------------------------------------------- | ----- | --------- | --------- | ------------------- | ----- | ------- | ------- |
| 1re             | Didier Parakian Suppléant de Sabrina Agresti-Roubache |       | RE        | RE        | Monique Griseti     |       | RN      | RN      |
| 2e              | Claire Pitollat                                       |       | RE        | RE        | Laurent Lhardit     |       | PS      | SOC     |
| 3e              | Gisèle Lelouis                                        |       | RN        | RN        | Gisèle Lelouis      |       | RN      | RN      |
| 4e              | Manuel Bompard                                        |       | LFI       | LFI-NUPES | Manuel Bompard      |       | LFI     | LFI-NFP |
| 5e              | Hendrik Davi                                          |       | LFI - GES | LFI-NUPES | Hendrik Davi        |       | GES     | EcoS    |
| 6e              | Lionel Royer-Perreaut                                 |       | RE        | RE        | Olivier Fayssat     |       | RAD     | AD!     |
| 7e              | Sébastien Delogu                                      |       | LFI       | LFI-NUPES | Sébastien Delogu    |       | LFI     | LFI-NFP |
| 8e              | Jean-Marc Zulesi                                      |       | RE        | RE        | Romain Tonussi      |       | RN      | RN      |
| 9e              | Joëlle Mélin                                          |       | RN        | RN        | Joëlle Mélin        |       | RN      | RN      |
| 10e             | José Gonzalez                                         |       | RN        | RN        | José Gonzalez       |       | RN      | RN      |
| 11e             | Mohamed Laqhila                                       |       | MoDem     | DEM       | Marc Pena           |       | app. PS | SOC     |
| 12e             | Franck Allisio                                        |       | RN        | RN        | Franck Allisio      |       | RN      | RN      |
| 13e             | Pierre Dharréville                                    |       | PCF       | GDR       | Emmanuel Fouquart   |       | RN      | RN      |
| 14e             | Anne-Laurence Petel                                   |       | RE        | RE        | Gérault Verny       |       | RAD     | AD!     |
| 15e             | Romain Baubry                                         |       | RN        | RN        | Romain Baubry       |       | RN      | RN      |
| 16e             | Emmanuel Taché                                        |       | RN        | RN        | Emmanuel Taché      |       | RN      | RN      |

## Résultats

### Taux de participation
| Taux de participation | 1er tour | 1er tour | 1er tour   | 2d tour | 2d tour | 2d tour    | Différence entre les deux tours |
| Taux de participation | En 2022  | En 2024  | Différence | En 2022 | En 2024 | Différence | Différence entre les deux tours |
| --------------------- | -------- | -------- | ---------- | ------- | ------- | ---------- | ------------------------------- |
| À midi                | 19,84 %  | 33,70 %  | 13,86      | 21,98 % | 34,59 % | 12,61      | 0,89                            |
| À 17 heures           | 38,44 %  | 63,34 %  | 24,9       | 37,41 % | 64,10 % | 26,69      | 0,76                            |
| Final                 | 44,12 %  | 66,50 %  | 22,38      | 43,11 % | 67,14 % | 24,03      | 0,64                            |

### Résultats à l'échelle du département

#### Résultats par coalition
| Parti ou coalition                          | Parti ou coalition                                       | Parti ou coalition                                       | Premier tour | Premier tour | Premier tour | Second tour   | Second tour   | Second tour | Total Sièges  | +/-           |  |
| Parti ou coalition                          | Parti ou coalition                                       | Parti ou coalition                                       | Voix         | %            | Sièges       | Voix          | %             | Sièges      | Total Sièges  | +/-           |  |
| ------------------------------------------- | -------------------------------------------------------- | -------------------------------------------------------- | ------------ | ------------ | ------------ | ------------- | ------------- | ----------- | ------------- | ------------- |  |
|                                             |                                                          | Rassemblement national (RN)                              | 317 106      | 33,93        | 1            | 310 481       | 40,92         | 8           | 9             | 3             |  |
|                                             | Républicains à droite (RÀD)                              | 40 885                                                   | 4,37         | 0            | 50 625       | 6,67          | 2             | 2           | Nv            |               |  |
|                                             | L'Avenir français (LAF)                                  | 24 524                                                   | 2,62         | 0            | 29 299       | 3,86          | 0             | 0           | en stagnation |               |  |
| Total Rassemblement national et alliés (RN) | Total Rassemblement national et alliés (RN)              | 382 515                                                  | 40,93        | 1            | 390 405      | 51,45         | 10            | 11          | 5             |               |  |
|                                             |                                                          | La France insoumise (LFI)                                | 104 844      | 11,22        | 2            | 23 368        | 3,08          | 0           | 2             | 1             |  |
|                                             | Parti socialiste (PS)                                    | 84 969                                                   | 9,09         | 0            | 109 335      | 14,41         | 2             | 2           | 2             |               |  |
|                                             | Parti communiste français (PCF)                          | 39 043                                                   | 4,18         | 0            | 53 003       | 6,99          | 0             | 0           | 1             |               |  |
|                                             | Les Écologistes (LÉ)                                     | 30 761                                                   | 3,29         | 0            | 44 571       | 5,87          | 0             | 0           | en stagnation |               |  |
|                                             | Place publique (PP)                                      | 14 340                                                   | 1,53         | 0            | 22 367       | 2,95          | 0             | 0           | en stagnation |               |  |
| Total Nouveau Front populaire (NFP)         | Total Nouveau Front populaire (NFP)                      | 273 957                                                  | 29,31        | 2            | 252 644      | 33,30         | 2             | 4           | en stagnation |               |  |
|                                             |                                                          | Renaissance (RE)                                         | 120 654      | 12,91        | 0            | 52 493        | 6,92          | 0           | 0             | 5             |  |
|                                             | Mouvement démocrate (MoDem)                              | 50 608                                                   | 5,42         | 0            | 32 960       | 4,34          | 0             | 0           | 1             |               |  |
|                                             | Territoires de progrès (TdP)                             | 7 239                                                    | 0,77         | 0            |              |               |               | 0           | en stagnation |               |  |
|                                             | Horizons (HOR)                                           | 5 417                                                    | 0,58         | 0            | 0            | Nv            |               |             |               |               |  |
| Total Ensemble pour la République (ENS)     | Total Ensemble pour la République (ENS)                  | 183 918                                                  | 19,68        | 0            | 85 453       | 11,26         | 0             | 0           | 6             |               |  |
|                                             |                                                          | Les Républicains (LR)                                    | 45 652       | 4,88         | 0            |               |               |             | 0             | en stagnation |  |
| Total Union de la droite et du centre (UDC) | Total Union de la droite et du centre (UDC)              | 45 652                                                   | 4,88         | 0            | 0            | en stagnation |               |             |               |               |  |
|                                             | Reconquête (REC)                                         | Reconquête (REC)                                         | 13 325       | 1,43         | 0            | 0             | en stagnation |             |               |               |  |
|                                             | Gauche écosocialiste (GES)                               | Gauche écosocialiste (GES)                               | 12 271       | 1,31         | 0            | 30 287        | 3,99          | 1           | 1             | Nv            |  |
|                                             | Écologie au centre (ÉAC)                                 | Écologie au centre (ÉAC)                                 | 6 285        | 0,67         | 0            |               |               |             | 0             | en stagnation |  |
|                                             | Lutte ouvrière (LO)                                      | Lutte ouvrière (LO)                                      | 6 245        | 0,67         | 0            | 0             | en stagnation |             |               |               |  |
|                                             | Debout la France (DLF)                                   | Debout la France (DLF)                                   | 3 596        | 0,38         | 0            | 0             | en stagnation |             |               |               |  |
|                                             | Verts démocrates (VD)                                    | Verts démocrates (VD)                                    | 1 588        | 0,17         | 0            | 0             | Nv            |             |               |               |  |
|                                             | Équinoxe                                                 | Équinoxe                                                 | 1 257        | 0,13         | 0            | 0             | Nv            |             |               |               |  |
|                                             | Parti radical de gauche (PRG)                            | Parti radical de gauche (PRG)                            | 847          | 0,09         | 0            | 0             | Nv            |             |               |               |  |
|                                             | Nouveau Parti anticapitaliste - Révolutionnaires (NPA-R) | Nouveau Parti anticapitaliste - Révolutionnaires (NPA-R) | 262          | 0,03         | 0            | 0             | en stagnation |             |               |               |  |
|                                             | Parti des travailleurs (PT)                              | Parti des travailleurs (PT)                              | 178          | 0,02         | 0            | 0             | en stagnation |             |               |               |  |
|                                             |                                                          | Femu a Corsica (FaC)                                     | 2            | 0,00         | 0            | 0             | en stagnation |             |               |               |  |
| Total Régions et peuples solidaires (R&PS)  | Total Régions et peuples solidaires (R&PS)               | 2                                                        | 0,00         | 0            | 0            | en stagnation |               |             |               |               |  |
|                                             | Les Écologistes (LÉ)                                     | Les Écologistes (LÉ)                                     | 0            | 0,00         | 0            | 0             | en stagnation |             |               |               |  |
|                                             | Autres partis                                            | Autres partis                                            | 1 024        | 0,11         | 0            | 0             | en stagnation |             |               |               |  |
|                                             | Sans étiquette (SE)                                      | Sans étiquette (SE)                                      | 1 629        | 0,17         | 0            | 0             | en stagnation |             |               |               |  |
|                                             |                                                          |                                                          |              |              |              |               |               |             |               |               |  |
| Suffrages exprimés                          | Suffrages exprimés                                       | Suffrages exprimés                                       | 934 551      | 97,68        |              | 758 789       | 93,62         |             |               |               |  |
| Votes blancs                                | Votes blancs                                             | Votes blancs                                             | 15 383       | 1,61         | 40 330       | 4,98          |               |             |               |               |  |
| Votes nuls                                  | Votes nuls                                               | Votes nuls                                               | 6 771        | 0,71         | 11 347       | 1,4           |               |             |               |               |  |
| Total                                       | Total                                                    | Total                                                    | 956 705      | 100          | 3            | 810 466       | 100           | 13          | 16            | en stagnation |  |
| Abstentions                                 | Abstentions                                              | Abstentions                                              | 482 011      | 33,50        |              | 396 739       | 32,86         |             |               |               |  |
| Inscrits/Participation                      | Inscrits/Participation                                   | Inscrits/Participation                                   | 1 438 716    | 66,50        | 1 207 205    | 67,14         |               |             |               |               |  |

#### Résultats par nuances
| Nuance                 | Nuance                        | Nuance                 | Premier tour | Premier tour | Premier tour | Second tour | Second tour   | Second tour | Total Sièges | +/-           |  |
| Nuance                 | Nuance                        | Nuance                 | Voix         | %            | Sièges       | Voix        | %             | Sièges      | Total Sièges | +/-           |  |
| ---------------------- | ----------------------------- | ---------------------- | ------------ | ------------ | ------------ | ----------- | ------------- | ----------- | ------------ | ------------- |  |
|                        | Rassemblement national        | RN                     | 341 630      | 36,56        | 1            | 339 780     | 44,78         | 8           | 9            | 3             |  |
|                        | Union de la gauche            | UG                     | 273 957      | 29,31        | 2            | 252 644     | 33,30         | 2           | 4            | en stagnation |  |
|                        | Ensemble pour la République ! | ENS                    | 183 918      | 19,68        | 0            | 85 453      | 11,26         | 0           | 0            | 6             |  |
|                        | Les Républicains              | LR                     | 45 652       | 4,88         | 0            |             |               |             | 0            | en stagnation |  |
|                        | Union de l'extrême droite     | UXD                    | 40 885       | 4,37         | 0            | 50 625      | 6,67          | 2           | 2            | Nv            |  |
|                        | Divers gauche                 | DVG                    | 13 778       | 1,47         | 0            | 30 287      | 3,99          | 1           | 1            | 1             |  |
|                        | Reconquête                    | REC                    | 13 325       | 1,43         | 0            |             |               |             | 0            | en stagnation |  |
|                        | Écologistes                   | ECO                    | 10 140       | 1,09         | 0            | 0           | en stagnation |             |              |               |  |
|                        | Extrême gauche                | EXG                    | 6 685        | 0,72         | 0            | 0           | en stagnation |             |              |               |  |
|                        | Droite souverainiste          | DSV                    | 3 248        | 0,35         | 0            | 0           | en stagnation |             |              |               |  |
|                        | Divers                        | DIV                    | 946          | 0,10         | 0            | 0           | en stagnation |             |              |               |  |
|                        | Divers droite                 | DVD                    | 378          | 0,04         | 0            | 0           | en stagnation |             |              |               |  |
|                        | Extrême droite                | EXD                    | 4            | 0,00         | 0            | 0           | Nv            |             |              |               |  |
|                        | Divers centre                 | DVC                    | 3            | 0,00         | 0            | 0           | en stagnation |             |              |               |  |
|                        | Régionalistes                 | REG                    | 2            | 0,00         | 0            | 0           | en stagnation |             |              |               |  |
|                        |                               |                        |              |              |              |             |               |             |              |               |  |
| Suffrages exprimés     | Suffrages exprimés            | Suffrages exprimés     | 934 551      | 97,68        |              | 758 789     | 93,62         |             |              |               |  |
| Votes blancs           | Votes blancs                  | Votes blancs           | 15 383       | 1,61         | 40 330       | 4,98        |               |             |              |               |  |
| Votes nuls             | Votes nuls                    | Votes nuls             | 6 771        | 0,71         | 11 347       | 1,4         |               |             |              |               |  |
| Total                  | Total                         | Total                  | 956 705      | 100          | 3            | 810 466     | 100           | 13          | 16           | en stagnation |  |
| Abstentions            | Abstentions                   | Abstentions            | 482 011      | 33,50        |              | 396 739     | 32,86         |             |              |               |  |
| Inscrits/Participation | Inscrits/Participation        | Inscrits/Participation | 1 438 716    | 66,50        | 1 207 205    | 67,14       |               |             |              |               |  |

### Cartes

Nuance politique des candidats arrivés en tête dans chaque commune au 1er tour.
Nuance politique des candidats arrivés en tête dans chaque commune au 2e tour.

### Résultats par circonscription

#### Première circonscription
Député sortant : Didier Parakian (Renaissance), élu en 2022 en tant que suppléant de Sabrina Agresti-Roubache (Renaissance)
| Candidat                 | Candidat                 | Parti et coalition       | Nuance                   | Premier tour | Premier tour | Second tour | Second tour |
| Candidat                 | Candidat                 | Parti et coalition       | Nuance                   | Voix         | %            | Voix        | %           |
| ------------------------ | ------------------------ | ------------------------ | ------------------------ | ------------ | ------------ | ----------- | ----------- |
|                          | Monique Griseti          | RN                       | RN                       | 24 276       | 45,54        | 28 304      | 55,86       |
|                          | Pascaline Lécorché       | PP (NFP)                 | UG                       | 14 340       | 26,90        | 22 367      | 44,14       |
|                          | Sabrina Agresti-Roubache | RE (ENS)                 | ENS                      | 12 585       | 23,61        | Retrait     | Retrait     |
|                          | Salomé Moyal             | REC                      | REC                      | 867          | 1,63         |             |             |
|                          | Céline Caravellazi       | DLF                      | DSV                      | 842          | 1,58         |             |             |
|                          | Marc Cecone              | LO                       | EXG                      | 402          | 0,75         |             |             |
|                          |                          |                          |                          |              |              |             |             |
| Suffrages exprimés       | Suffrages exprimés       | Suffrages exprimés       | Suffrages exprimés       | 53 312       | 97,70        | 50 671      | 93,80       |
| Votes blancs             | Votes blancs             | Votes blancs             | Votes blancs             | 927          | 1,70         | 2 688       | 4,98        |
| Votes nuls               | Votes nuls               | Votes nuls               | Votes nuls               | 327          | 0,60         | 660         | 1,22        |
| Total                    | Total                    | Total                    | Total                    | 54 566       | 100          | 54 019      | 100         |
| Abstention               | Abstention               | Abstention               | Abstention               | 28 226       | 34,09        | 28 797      | 34,77       |
| Inscrits / participation | Inscrits / participation | Inscrits / participation | Inscrits / participation | 82 792       | 65,91        | 82 816      | 65,23       |

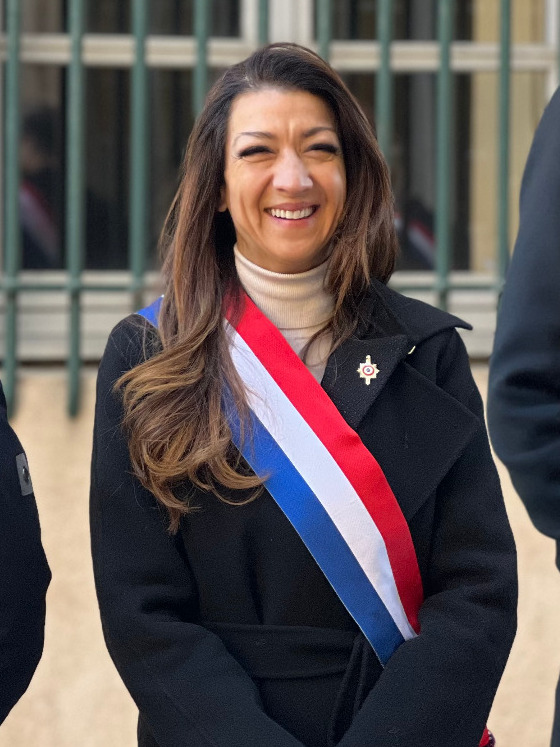
La députée macroniste sortante Sabrina Agresti-Roubache se retire à l'issue premier tour.

Fief historique de la droite, détenue dix ans durant par Valérie Boyer, la première circonscription des Bouches-du-Rhône correspond à l'est de la ville de Marseille (10e, 11e et 12e arrondissement). Sabrina Agresti-Roubache est élue en 2022 avec 50,8 % des voix face à Monique Griseti (Rassemblement national). Cette dernière est cette fois élue nettement au second tour face à la gauche, malgré le retrait du camp présidentiel, arrivé en troisième position.

#### Deuxième circonscription
Députée sortante : Claire Pitollat (Renaissance)
| Candidat                 | Candidat                 | Parti et coalition       | Nuance                   | Premier tour | Premier tour | Second tour | Second tour |
| Candidat                 | Candidat                 | Parti et coalition       | Nuance                   | Voix         | %            | Voix        | %           |
| ------------------------ | ------------------------ | ------------------------ | ------------------------ | ------------ | ------------ | ----------- | ----------- |
|                          | Olivier Rioult           | RN                       | RN                       | 18 836       | 32,06        | 24 789      | 46,36       |
|                          | Laurent Lhardit          | PS (NFP)                 | UG                       | 16 740       | 28,49        | 28 677      | 53,64       |
|                          | Claire Pitollat          | RE (ENS)                 | ENS                      | 15 870       | 27,01        | Retrait     | Retrait     |
|                          | Laure-Agnès Caradec      | LR (UDC)                 | LR                       | 5 100        | 8,68         |             |             |
|                          | Jean-Marc Graffeo        | REC                      | REC                      | 1 130        | 1,92         |             |             |
|                          | Hugo Roche Poggi         | PRG                      | DVG                      | 847          | 1,44         |             |             |
|                          | Claudine Rodinson        | LO                       | EXG                      | 229          | 0,39         |             |             |
|                          |                          |                          |                          |              |              |             |             |
| Suffrages exprimés       | Suffrages exprimés       | Suffrages exprimés       | Suffrages exprimés       | 58 752       | 98,63        | 53 466      | 92,55       |
| Votes blancs             | Votes blancs             | Votes blancs             | Votes blancs             | 585          | 0,98         | 3 617       | 6,26        |
| Votes nuls               | Votes nuls               | Votes nuls               | Votes nuls               | 230          | 0,39         | 684         | 1,18        |
| Total                    | Total                    | Total                    | Total                    | 59 567       | 100          | 57 767      | 100         |
| Abstention               | Abstention               | Abstention               | Abstention               | 24 873       | 29,46        | 26 694      | 31,61       |
| Inscrits / participation | Inscrits / participation | Inscrits / participation | Inscrits / participation | 84 440       | 70,54        | 84 461      | 68,39       |

Fief historique de la droite, représentée par la députée sortante Renaissance Claire Pitollat depuis 2017, la deuxième circonscription des Bouches-du-Rhône correspond au sud-ouest de la ville de Marseille (7e et 8e arrondissement). Elle est remportée par la gauche pour la première fois depuis les législatives de 1973, du fait de la consigne de vote de la députée sortante de « faire barrage » au Rassemblement national et, selon le nouveau député socialiste Laurent Lhardit, du fait d'un changement de sociologie du 7e arrondissement : « de nouveaux arrivants, plutôt jeunes, votant plus à gauche et sensibles à l’écologie ».

#### Troisième circonscription
Députée sortante : Gisèle Lelouis (Rassemblement national)
| Candidat                 | Candidat                    | Parti et coalition       | Nuance                   | Premier tour | Premier tour | Second tour | Second tour |
| Candidat                 | Candidat                    | Parti et coalition       | Nuance                   | Voix         | %            | Voix        | %           |
| ------------------------ | --------------------------- | ------------------------ | ------------------------ | ------------ | ------------ | ----------- | ----------- |
|                          | Gisèle Lelouis              | RN                       | RN                       | 19 938       | 42,75        | 22 869      | 50,93       |
|                          | Amine Kessaci               | LÉ (NFP)                 | UG                       | 16 642       | 35,68        | 22 034      | 49,07       |
|                          | Céline Aycard-Dieste        | HOR (ENS)                | ENS                      | 5 417        | 11,61        |             |             |
|                          | Pierre-Olivier Koubi-Flotte | LR (UDC)                 | LR                       | 2 664        | 5,71         |             |             |
|                          | Bernard Fournier            | REC                      | REC                      | 937          | 2,01         |             |             |
|                          | Jacqueline Grandel          | LO                       | EXG                      | 402          | 0,86         |             |             |
|                          | Alexia de Montgolfier       | Équinoxe                 | ECO                      | 381          | 0,82         |             |             |
|                          | Juliette Coleou             | NPA-R                    | EXG                      | 262          | 0,56         |             |             |
|                          |                             |                          |                          |              |              |             |             |
| Suffrages exprimés       | Suffrages exprimés          | Suffrages exprimés       | Suffrages exprimés       | 46 643       | 97,60        | 44 903      | 94,70       |
| Votes blancs             | Votes blancs                | Votes blancs             | Votes blancs             | 817          | 1,71         | 1 982       | 4,18        |
| Votes nuls               | Votes nuls                  | Votes nuls               | Votes nuls               | 331          | 0,69         | 531         | 1,12        |
| Total                    | Total                       | Total                    | Total                    | 47 791       | 100          | 47 416      | 100         |
| Abstention               | Abstention                  | Abstention               | Abstention               | 30 047       | 38,60        | 30 467      | 39,12       |
| Inscrits / participation | Inscrits / participation    | Inscrits / participation | Inscrits / participation | 77 838       | 61,40        | 77 883      | 60,88       |

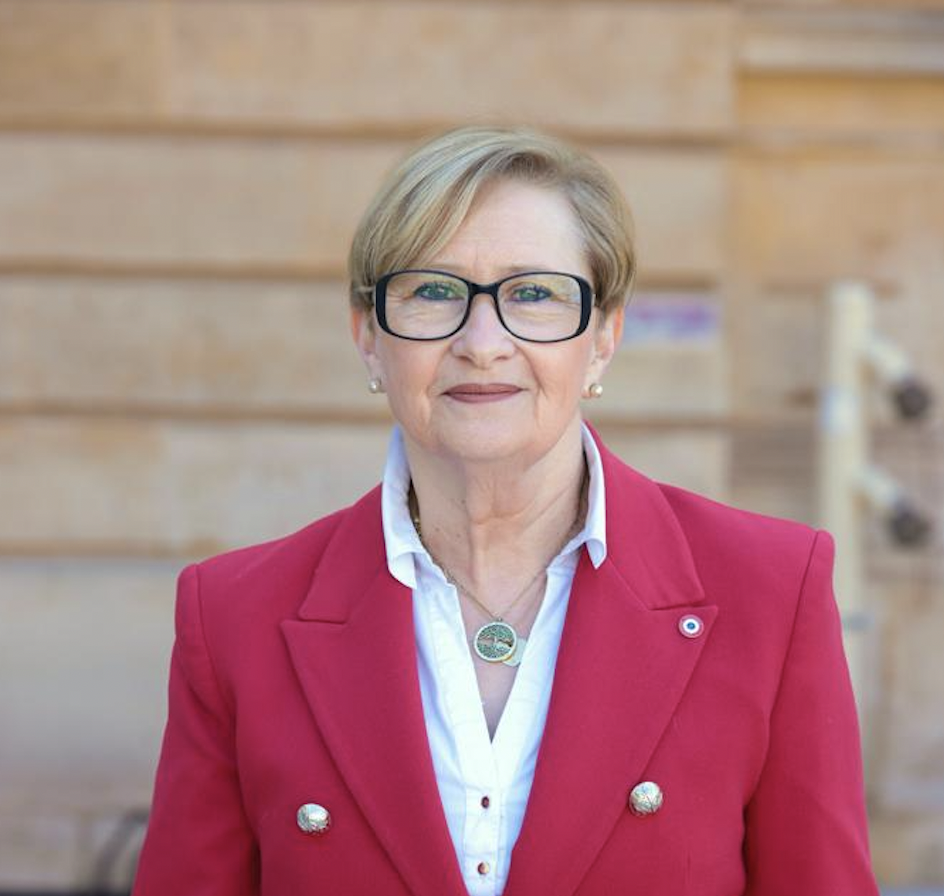
Gisèle Lelouis, députée sortante Rassemblement national.

Au sein de la troisième circonscription, qui correspond à la partie nord-ouest de Marseille (12e, 13e et 14e arrondissement), la députée sortante du Rassemblement national Gisèle Lelouis a été élue avec presque 55 % des voix en 2022, en battant la candidate de la majorité présidentielle, qui l'avait elle-même emporté de peu face au candidat de l'extrême-droite Stéphane Ravier en 2017. La députée sortante est réélue de justesse au second tour face au candidat de gauche Amine Kessaci.

#### Quatrième circonscription
Député sortant : Manuel Bompard (La France insoumise)
| Candidat                 | Candidat                 | Parti et coalition       | Nuance                   | Premier tour | Premier tour |
| Candidat                 | Candidat                 | Parti et coalition       | Nuance                   | Voix         | %            |
| ------------------------ | ------------------------ | ------------------------ | ------------------------ | ------------ | ------------ |
|                          | Manuel Bompard           | LFI (NFP)                | UG                       | 26 712       | 67,49        |
|                          | Aurélie Quinquis         | RN                       | RN                       | 5 973        | 15,09        |
|                          | Malika Torchi            | RE - TdP (ENS)           | ENS                      | 4 370        | 11,04        |
|                          | Carime Igo               | LR (UDC)                 | LR                       | 830          | 2,10         |
|                          | Anthony Demont           | VD - UDI                 | ECO                      | 723          | 1,83         |
|                          | Florian Trevisan         | REC                      | REC                      | 323          | 0,82         |
|                          | Isabelle Bonnet          | LO                       | EXG                      | 256          | 0,65         |
|                          | Leila Behairi            | Équinoxe                 | ECO                      | 204          | 0,52         |
|                          | Stéphane Pernice         | PT                       | EXG                      | 178          | 0,45         |
|                          | Kylian Visage            | LPL                      | DIV                      | 11           | 0,03         |
|                          | Léa Ferrandi             | FaC (R&PS)               | REG                      | 1            | 0,00         |
|                          | Éva-Françoise Faye       | ratt. LÉ                 | DVG                      | 0            | 0,00         |
|                          |                          |                          |                          |              |              |
| Suffrages exprimés       | Suffrages exprimés       | Suffrages exprimés       | Suffrages exprimés       | 39 581       | 98,10        |
| Votes blancs             | Votes blancs             | Votes blancs             | Votes blancs             | 459          | 1,14         |
| Votes nuls               | Votes nuls               | Votes nuls               | Votes nuls               | 308          | 0,76         |
| Total                    | Total                    | Total                    | Total                    | 40 348       | 100          |
| Abstention               | Abstention               | Abstention               | Abstention               | 26 955       | 40,05        |
| Inscrits / participation | Inscrits / participation | Inscrits / participation | Inscrits / participation | 67 303       | 59,95        |

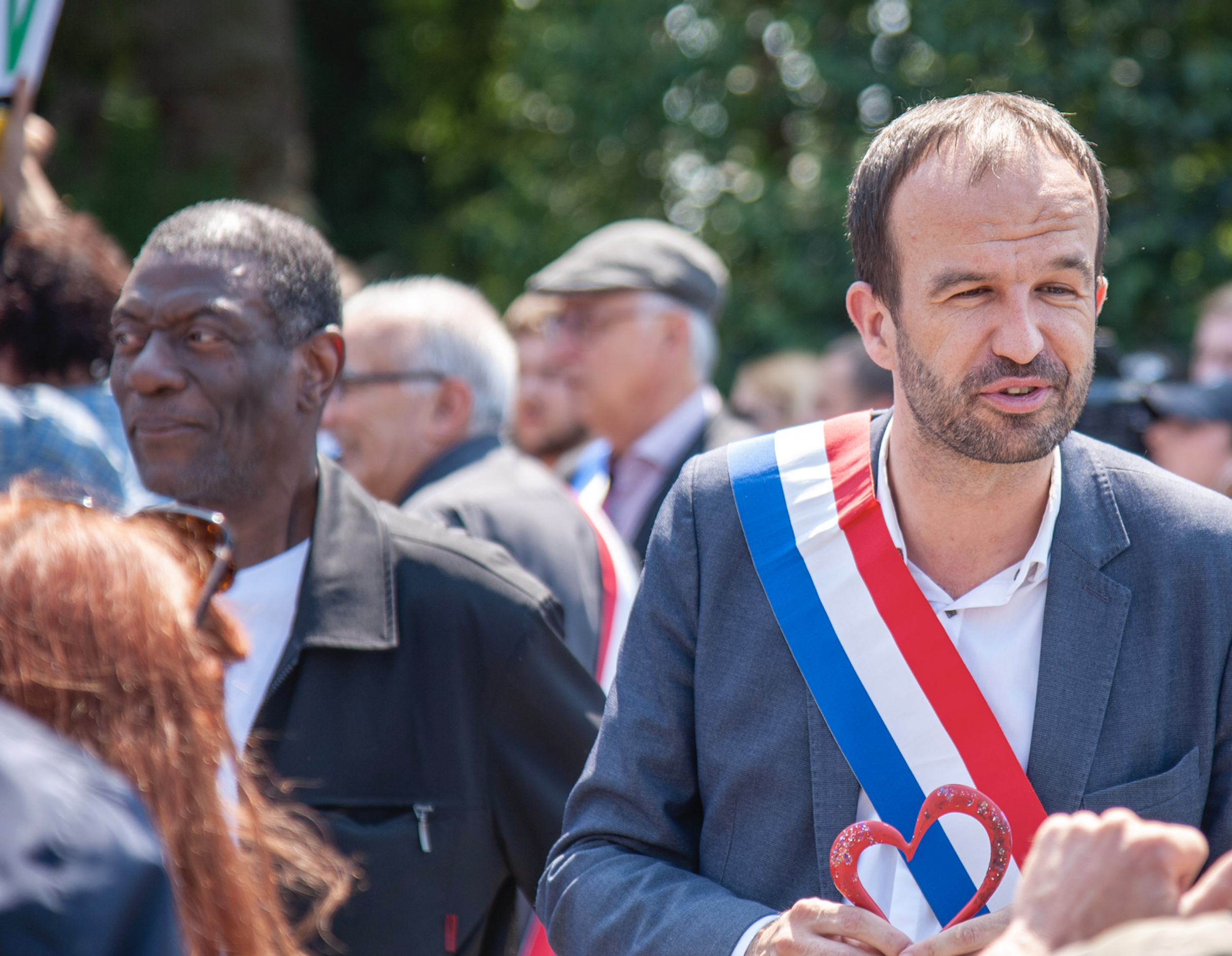
Le coordinateur de la France insoumise Manuel Bompard.

Dans cette circonscription centrale de Marseille acquise à la gauche depuis des décennies, on y trouve des « quartiers hétérogènes majoritairement pauvres et métissés ». Longtemps un bastion communiste, Jean-Luc Mélenchon y avait été parachuté avec succès en 2017 dans ce qui avait été calculé comme une des meilleures circonscriptions de France pour La France insoumise. Manuel Bompard lui succède sans difficulté en 2022 avec 74 % des voix au second tour, et réussit cette fois à se faire élire dès le premier tour avec 67 % des voix, une performance inédite dans cette circonscription.

#### Cinquième circonscription
Député sortant : Hendrik Davi (La France insoumise - Gauche écosocialiste)
| Candidat                 | Candidat                 | Parti et coalition       | Nuance                   | Premier tour | Premier tour | Second tour | Second tour |
| Candidat                 | Candidat                 | Parti et coalition       | Nuance                   | Voix         | %            | Voix        | %           |
| ------------------------ | ------------------------ | ------------------------ | ------------------------ | ------------ | ------------ | ----------- | ----------- |
|                          | Franck Liquori           | RN                       | RN                       | 12 938       | 25,77        | 15 638      | 34,05       |
|                          | Hendrik Davi             | GES                      | DVG                      | 12 271       | 24,44        | 30 287      | 65,95       |
|                          | Allan Popelard           | LFI (NFP)                | UG                       | 11 706       | 23,32        | Retrait     | Retrait     |
|                          | Maxime Boudet            | RE (ENS)                 | ENS                      | 8 985        | 17,90        |             |             |
|                          | Ambroise Malinconi       | LR (UDC)                 | LR                       | 2 576        | 5,13         |             |             |
|                          | Barthélémy Plez,         | VD - UDI                 | ECO                      | 865          | 1,72         |             |             |
|                          | Marcel Blanc             | REC                      | REC                      | 598          | 1,19         |             |             |
|                          | Nathalie Malhole         | LO                       | EXG                      | 264          | 0,53         |             |             |
|                          | Pierre-Frédéric Zieba    | PC                       | DIV                      | 3            | 0,01         |             |             |
|                          | Pauline Papazian         | FaC (R&PS)               | REG                      | 0            | 0,00         |             |             |
|                          |                          |                          |                          |              |              |             |             |
| Suffrages exprimés       | Suffrages exprimés       | Suffrages exprimés       | Suffrages exprimés       | 50 206       | 98,49        | 45 925      | 93,53       |
| Votes blancs             | Votes blancs             | Votes blancs             | Votes blancs             | 472          | 0,93         | 2 543       | 5,18        |
| Votes nuls               | Votes nuls               | Votes nuls               | Votes nuls               | 297          | 0,58         | 634         | 1,29        |
| Total                    | Total                    | Total                    | Total                    | 50 975       | 100          | 49 102      | 100         |
| Abstention               | Abstention               | Abstention               | Abstention               | 24 486       | 32,45        | 26 389      | 34,96       |
| Inscrits / participation | Inscrits / participation | Inscrits / participation | Inscrits / participation | 75 461       | 67,55        | 75 491      | 65,04       |

Au sein de cette circonscription du centre de Marseille, le député sortant insoumis Hendrik Davi, également membre d'Ensemble puis de la Gauche écosocialiste, n'est pas reconduit par la France insoumise, qui présente Allan Popelard contre lui. Le dissident arrive très légèrement en tête face à son rival, qui se désiste en sa faveur, et bat nettement le Rassemblement national au second tour, avec près de 66 % des voix.

#### Sixième circonscription
Député sortant : Lionel Royer-Perreaut (Renaissance)
| Candidat                 | Candidat                 | Parti et coalition       | Nuance                   | Premier tour | Premier tour | Second tour | Second tour |
| Candidat                 | Candidat                 | Parti et coalition       | Nuance                   | Voix         | %            | Voix        | %           |
| ------------------------ | ------------------------ | ------------------------ | ------------------------ | ------------ | ------------ | ----------- | ----------- |
|                          | Olivier Fayssat,         | RAD (RN)                 | UXD                      | 19 151       | 38,27        | 24 745      | 52,33       |
|                          | Christine Juste          | LÉ (NFP)                 | UG                       | 14 119       | 28,22        | 22 537      | 47,67       |
|                          | Lionel Royer-Perreaut    | RE (ENS)                 | ENS                      | 12 575       | 25,13        | Retrait     | Retrait     |
|                          | Séréna Zouaghi           | LR (UDC)                 | LR                       | 2 231        | 4,46         |             |             |
|                          | Jeanne Astolfi           | REC                      | REC                      | 862          | 1,72         |             |             |
|                          | Stéphanie Brun           | DLF                      | DVD                      | 348          | 0,70         |             |             |
|                          | Caroline Couronne        | Équinoxe                 | ECO                      | 276          | 0,55         |             |             |
|                          | Corinne Morel            | LO                       | EXG                      | 250          | 0,50         |             |             |
|                          | Sébastien Peretti        | SE                       | DIV                      | 217          | 0,43         |             |             |
|                          | Alain Slama              | SE                       | EXD                      | 4            | 0,01         |             |             |
|                          | Tess Jannone             | SE                       | DVC                      | 3            | 0,01         |             |             |
|                          | Sylvie Giovannini        | FaC (R&PS)               | REG                      | 1            | 0,00         |             |             |
|                          |                          |                          |                          |              |              |             |             |
| Suffrages exprimés       | Suffrages exprimés       | Suffrages exprimés       | Suffrages exprimés       | 50 037       | 97,97        | 47 282      | 93,67       |
| Votes blancs             | Votes blancs             | Votes blancs             | Votes blancs             | 757          | 1,48         | 2 594       | 5,14        |
| Votes nuls               | Votes nuls               | Votes nuls               | Votes nuls               | 278          | 0,54         | 603         | 1,19        |
| Total                    | Total                    | Total                    | Total                    | 51 072       | 100          | 50 479      | 100         |
| Abstention               | Abstention               | Abstention               | Abstention               | 28 613       | 35,61        | 29 236      | 36,68       |
| Inscrits / participation | Inscrits / participation | Inscrits / participation | Inscrits / participation | 79 685       | 64,09        | 79 715      | 63,32       |

Dans cette circonscription du sud-est de Marseille, qui comprend le 9e arrondissement et l'essentiel du 10e arrondissement, le député de droite Guy Teissier a été réélu sans discontinuer de 1993 à 2017, avant d'être battu en 2022 par Lionel Royer-Perreaut, ancien élu LR ayant rejoint le parti d'Emmanuel Macron en 2022. Celui-ci arrive troisième au premier tour et décide de se retirer, sans donner de consigne de vote. Olivier Fayssat, candidat novice en politique et proche d'Éric Ciotti, soutenu par le Rassemblement national, l'emporte au second tour face à la candidate écologiste de l'union de la gauche.

#### Septième circonscription
Député sortant : Sébastien Delogu (La France insoumise)
|                          | Sébastien Delogu         | LFI (NFP)                | UG                       | 21 124 | 59,67 |  |  |
|                          | Arezki Selloum           | RN                       | RN                       | 9 632  | 27,21 |  |  |
|                          | Hayat Atia               | RE (ENS)                 | ENS                      | 3 186  | 9,00  |  |  |
|                          | Hakim Benamrane          | SE                       | DVG                      | 660    | 1,86  |  |  |
|                          | Inès Albacete            | REC                      | REC                      | 481    | 1,36  |  |  |
|                          | Danièle Pécout           | LO                       | EXG                      | 319    | 0,90  |  |  |
|                          |                          |                          |                          |        |       |  |  |
| Suffrages exprimés       | Suffrages exprimés       | Suffrages exprimés       | Suffrages exprimés       | 35 402 | 97,87 |  |  |
| Votes blancs             | Votes blancs             | Votes blancs             | Votes blancs             | 527    | 1,46  |  |  |
| Votes nuls               | Votes nuls               | Votes nuls               | Votes nuls               | 245    | 0,68  |  |  |
| Total                    | Total                    | Total                    | Total                    | 36 174 | 100   |  |  |
| Abstention               | Abstention               | Abstention               | Abstention               | 32 915 | 47,64 |  |  |
| Inscrits / participation | Inscrits / participation | Inscrits / participation | Inscrits / participation | 69 089 | 52,36 |  |  |

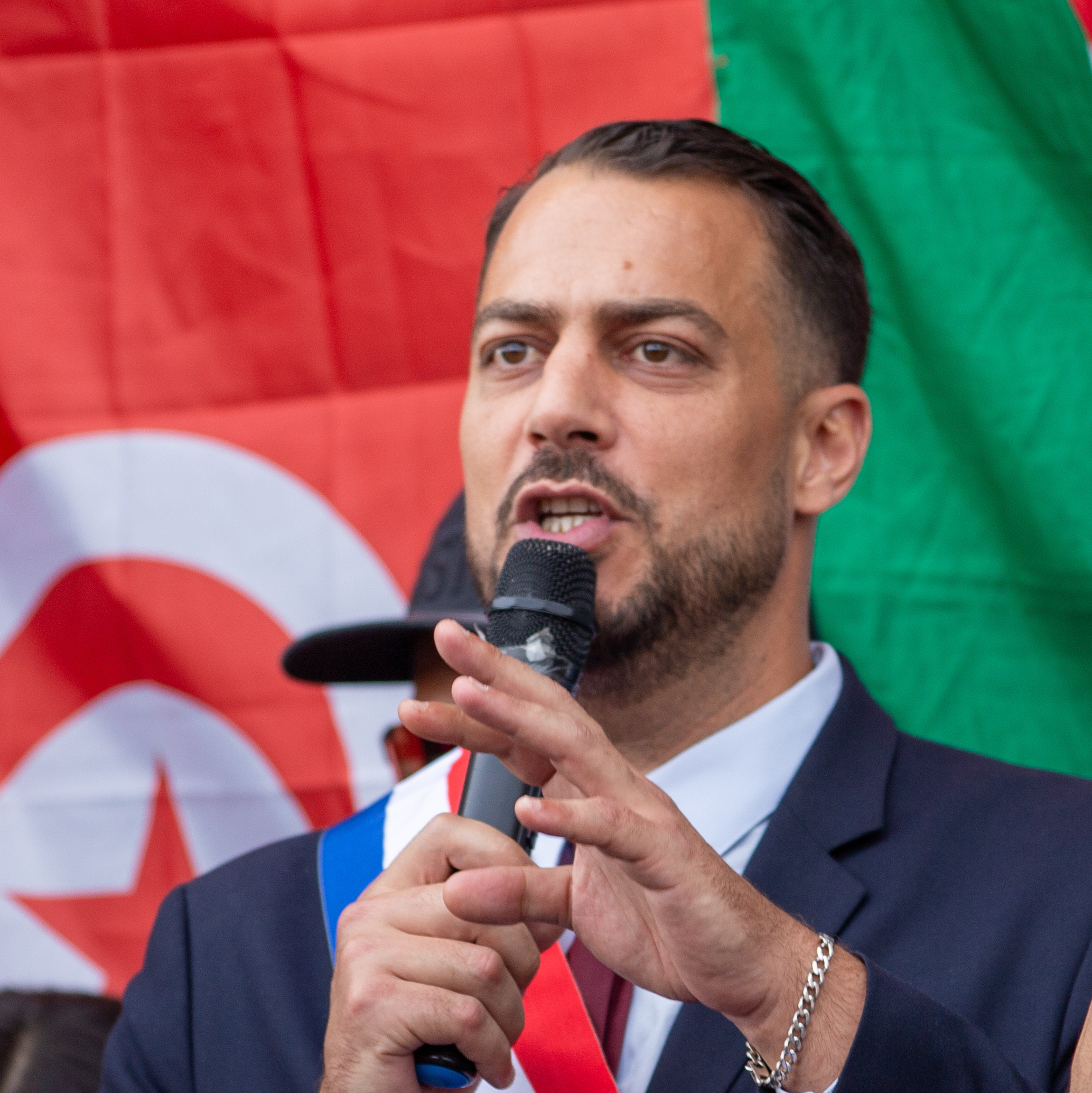
Sébastien Delogu lors d'une manifestation en soutien à Gaza.

La septième circonscription comprend la partie nord-ouest de Marseille, notamment les cités Castellane ou Kalliste-Granière-Solidarité, et représente un bastion historique pour la gauche, à l'exception du scrutin de 1993 remporté par le Rassemblement pour la république. Le Front national y a également souvent obtenu des scores solides, dépassant régulièrement les 40 % de voix au second tour depuis 1986. Le député insoumis sortant, Sébastien Delogu, est réélu dès le premier tour, une situation inédite dans cette circonscription.

#### Huitième circonscription
Député sortant : Jean-Marc Zulesi (Renaissance)
| Candidat                 | Candidat                 | Parti et coalition       | Nuance                   | Premier tour | Premier tour | Second tour | Second tour |
| Candidat                 | Candidat                 | Parti et coalition       | Nuance                   | Voix         | %            | Voix        | %           |
| ------------------------ | ------------------------ | ------------------------ | ------------------------ | ------------ | ------------ | ----------- | ----------- |
|                          | Romain Tonussi           | RN                       | RN                       | 30 987       | 44,63        | 34 269      | 50,24       |
|                          | Jean-Marc Zulesi         | RE (ENS)                 | ENS                      | 18 563       | 26,73        | 33 940      | 49,76       |
|                          | Alexandre Beddock        | LFI (NFP)                | UG                       | 13 938       | 20,07        | Retrait     | Retrait     |
|                          | Stéphanie Volpini        | LR (UDC)                 | LR                       | 3 105        | 4,47         |             |             |
|                          | Céline Fanfan            | ÉAC                      | ECO                      | 1 882        | 2,71         |             |             |
|                          | Jeanne Vigier            | REC                      | REC                      | 617          | 0,89         |             |             |
|                          | Rémy Bazzali             | LO                       | EXG                      | 342          | 0,49         |             |             |
|                          |                          |                          |                          |              |              |             |             |
| Suffrages exprimés       | Suffrages exprimés       | Suffrages exprimés       | Suffrages exprimés       | 69 434       | 98,01        | 68 209      | 96,07       |
| Votes blancs             | Votes blancs             | Votes blancs             | Votes blancs             | 897          | 1,27         | 2 049       | 2,89        |
| Votes nuls               | Votes nuls               | Votes nuls               | Votes nuls               | 516          | 0,73         | 743         | 1,05        |
| Total                    | Total                    | Total                    | Total                    | 70 847       | 100          | 71 001      | 100         |
| Abstention               | Abstention               | Abstention               | Abstention               | 32 836       | 31,67        | 32 694      | 31,53       |
| Inscrits / participation | Inscrits / participation | Inscrits / participation | Inscrits / participation | 103 683      | 68,33        | 103 695     | 68,47       |

Au sein de la huitième circonscription, centrée autour de la ville de Salon-de-Provence, le député sortant du camp présidentiel Jean-Marc Zulesi, en poste depuis 2017, est battu par le Rassemblement national. Avec plus de 62 % des voix, le candidat d'extrême-droite réalise ses meilleurs scores à Rognac, tandis que le député sortant reste en tête à Salon-de-Provence avec 53,6 % des suffrages exprimés,.

#### Neuvième circonscription
Députée sortant : Joëlle Mélin (Rassemblement national)
| Candidat                 | Candidat                 | Parti et coalition       | Nuance                   | Premier tour | Premier tour | Second tour | Second tour |
| Candidat                 | Candidat                 | Parti et coalition       | Nuance                   | Voix         | %            | Voix        | %           |
| ------------------------ | ------------------------ | ------------------------ | ------------------------ | ------------ | ------------ | ----------- | ----------- |
|                          | Joëlle Mélin             | RN                       | RN                       | 30 188       | 45,20        | 36 052      | 58,04       |
|                          | Bernard Ougourlou-Oglou  | PS (NFP)                 | UG                       | 15 867       | 23,76        | 26 066      | 41,96       |
|                          | Bertrand Mas-Fraissinet  | RE (ENS)                 | ENS                      | 12 465       | 18,66        |             |             |
|                          | Aurélien Michel          | LR (UDC)                 | LR                       | 5 128        | 7,68         |             |             |
|                          | Boualam Aksil            | ÉAC                      | ECO                      | 1 790        | 2,68         |             |             |
|                          | Robert Santunione        | REC                      | REC                      | 979          | 1,47         |             |             |
|                          | Jean-Marie Clorec        | LO                       | EXG                      | 319          | 0,48         |             |             |
|                          | Isabelle Mazzoni         | SE                       | DIV                      | 50           | 0,07         |             |             |
|                          |                          |                          |                          |              |              |             |             |
| Suffrages exprimés       | Suffrages exprimés       | Suffrages exprimés       | Suffrages exprimés       | 66 786       | 97,91        | 62 118      | 92,33       |
| Votes blancs             | Votes blancs             | Votes blancs             | Votes blancs             | 985          | 1,44         | 4 073       | 6,05        |
| Votes nuls               | Votes nuls               | Votes nuls               | Votes nuls               | 438          | 0,64         | 1 090       | 1,62        |
| Total                    | Total                    | Total                    | Total                    | 68 209       | 100          | 67 281      | 100         |
| Abstention               | Abstention               | Abstention               | Abstention               | 33 224       | 32,75        | 34 168      | 33,68       |
| Inscrits / participation | Inscrits / participation | Inscrits / participation | Inscrits / participation | 101 433      | 67,25        | 101 449     | 66,32       |

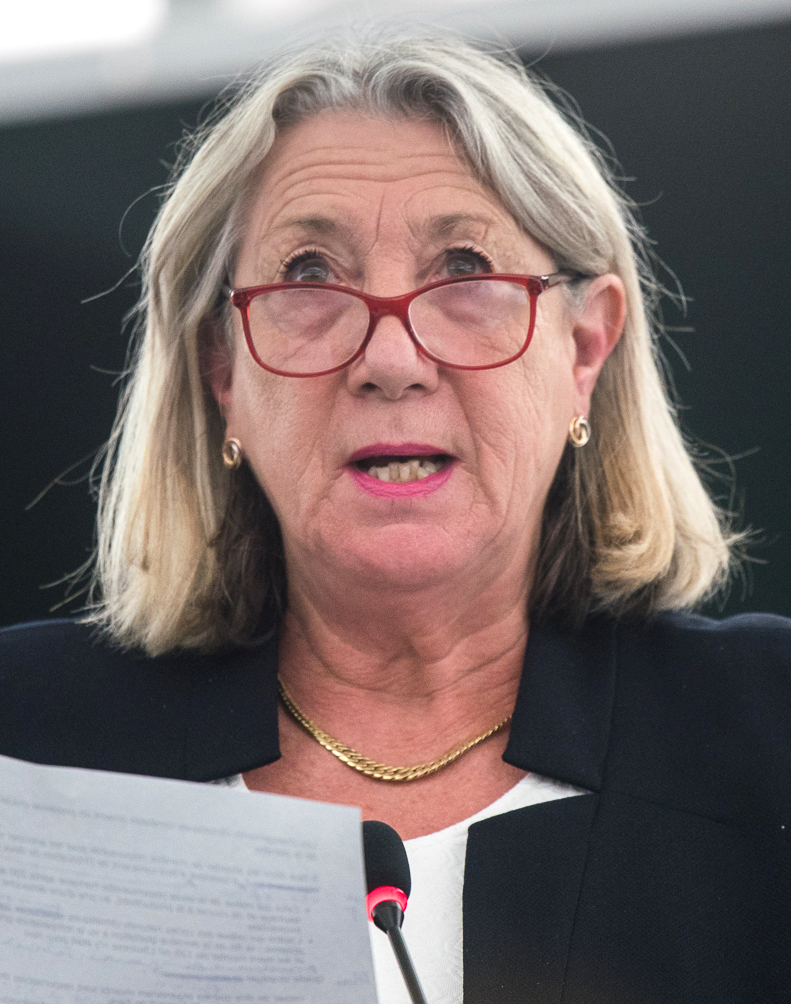
La députée sortante Rassemblement national Joëlle Mélin.

La neuvième circonscription, située immédiatement à l'est de Marseille, est centrée autour des villes de d'Aubagne et de La Ciotat. Ancien bastion communiste, elle est détenue par la droite depuis 2002 et conquise par la députée sortante Joëlle Mélin du Rassemblement national en 2022. Elle est réélue deux années plus tard avec un score équivalent.

#### Dixième circonscription
Député sortant : José Gonzalez (Rassemblement national)
| Candidat                 | Candidat                 | Parti et coalition       | Nuance                   | Premier tour | Premier tour | Second tour | Second tour |
| Candidat                 | Candidat                 | Parti et coalition       | Nuance                   | Voix         | %            | Voix        | %           |
| ------------------------ | ------------------------ | ------------------------ | ------------------------ | ------------ | ------------ | ----------- | ----------- |
|                          | José Gonzalez            | RN                       | RN                       | 37 672       | 48,83        | 41 372      | 55,66       |
|                          | Véronique Bourcet-Giner  | MoDem (ENS)              | ENS                      | 16 619       | 21,54        | 32 960      | 44,34       |
|                          | Jimmy Bessaih            | LFI (NFP)                | UG                       | 16 050       | 20,80        | Retrait     | Retrait     |
|                          | Stéphan Pierraccini      | LR (UDC)                 | LR                       | 2 642        | 3,42         |             |             |
|                          | Lucie Desblancs          | ÉAC                      | ECO                      | 2 613        | 3,39         |             |             |
|                          | Jean-Philippe Courtaro   | REC                      | REC                      | 1 031        | 1,34         |             |             |
|                          | Frédéric Kechra          | LO                       | EXG                      | 314          | 0,41         |             |             |
|                          | Hassan Tahiri            | SE                       | DIV                      | 208          | 0,27         |             |             |
|                          |                          |                          |                          |              |              |             |             |
| Suffrages exprimés       | Suffrages exprimés       | Suffrages exprimés       | Suffrages exprimés       | 77 149       | 97,58        | 74 332      | 95,21       |
| Votes blancs             | Votes blancs             | Votes blancs             | Votes blancs             | 1 286        | 1,63         | 2 782       | 3,56        |
| Votes nuls               | Votes nuls               | Votes nuls               | Votes nuls               | 625          | 0,79         | 958         | 1,23        |
| Total                    | Total                    | Total                    | Total                    | 79 060       | 100          | 78 072      | 100         |
| Abstention               | Abstention               | Abstention               | Abstention               | 31 704       | 28,62        | 32 711      | 29,53       |
| Inscrits / participation | Inscrits / participation | Inscrits / participation | Inscrits / participation | 110 764      | 71,38        | 110 783     | 70,47       |

La dixième circonscription, essentiellement composée de petites villes dont les plus importantes sont Allauch et Gardanne, est remportée en 2022 par le candidat du Rassemblement national José Gonzalez avec presque 60 % des voix. Il est nettement réélu au second tour, bien qu'avec un score inférieur. Il remporte 61 % des voix à Allauch, 52 % à Gardanne, tandis que la candidate du camp présidentiel est en tête à Bouc-Bel-Air avec 56 % des voix.

#### Onzième circonscription
Député sortant :  Mohamed Laqhila (Mouvement démocrate)
| Candidat                 | Candidat                 | Parti et coalition       | Nuance                   | Premier tour | Premier tour | Second tour | Second tour |
| Candidat                 | Candidat                 | Parti et coalition       | Nuance                   | Voix         | %            | Voix        | %           |
| ------------------------ | ------------------------ | ------------------------ | ------------------------ | ------------ | ------------ | ----------- | ----------- |
|                          | Hervé Fabre-Aubrespy     | LAF (RN)                 | RN                       | 24 524       | 38,87        | 29 299      | 49,77       |
|                          | Marc Pena                | app. PS (NFP)            | UG                       | 17 374       | 27,54        | 29 570      | 50,23       |
|                          | Mohamed Laqhila          | MoDem (ENS)              | ENS                      | 16 581       | 26,28        | Retrait     | Retrait     |
|                          | Fayçal Zerguine          | LR (UDC)                 | LR                       | 2 562        | 4,06         |             |             |
|                          | Michel Bayle             | DLF                      | DSV                      | 837          | 1,33         |             |             |
|                          | Jean-François Mebtouche  | REC                      | REC                      | 835          | 1,32         |             |             |
|                          | Charlotte Maria          | LO                       | EXG                      | 382          | 0,61         |             |             |
|                          |                          |                          |                          |              |              |             |             |
| Suffrages exprimés       | Suffrages exprimés       | Suffrages exprimés       | Suffrages exprimés       | 63 095       | 97,67        | 58 869      | 92,19       |
| Votes blancs             | Votes blancs             | Votes blancs             | Votes blancs             | 1 111        | 1,72         | 4 084       | 6,40        |
| Votes nuls               | Votes nuls               | Votes nuls               | Votes nuls               | 392          | 0,61         | 905         | 1,42        |
| Total                    | Total                    | Total                    | Total                    | 64 598       | 100          | 63 858      | 100         |
| Abstention               | Abstention               | Abstention               | Abstention               | 29 051       | 31,02        | 29 799      | 31,82       |
| Inscrits / participation | Inscrits / participation | Inscrits / participation | Inscrits / participation | 93 649       | 68,98        | 93 657      | 68,18       |

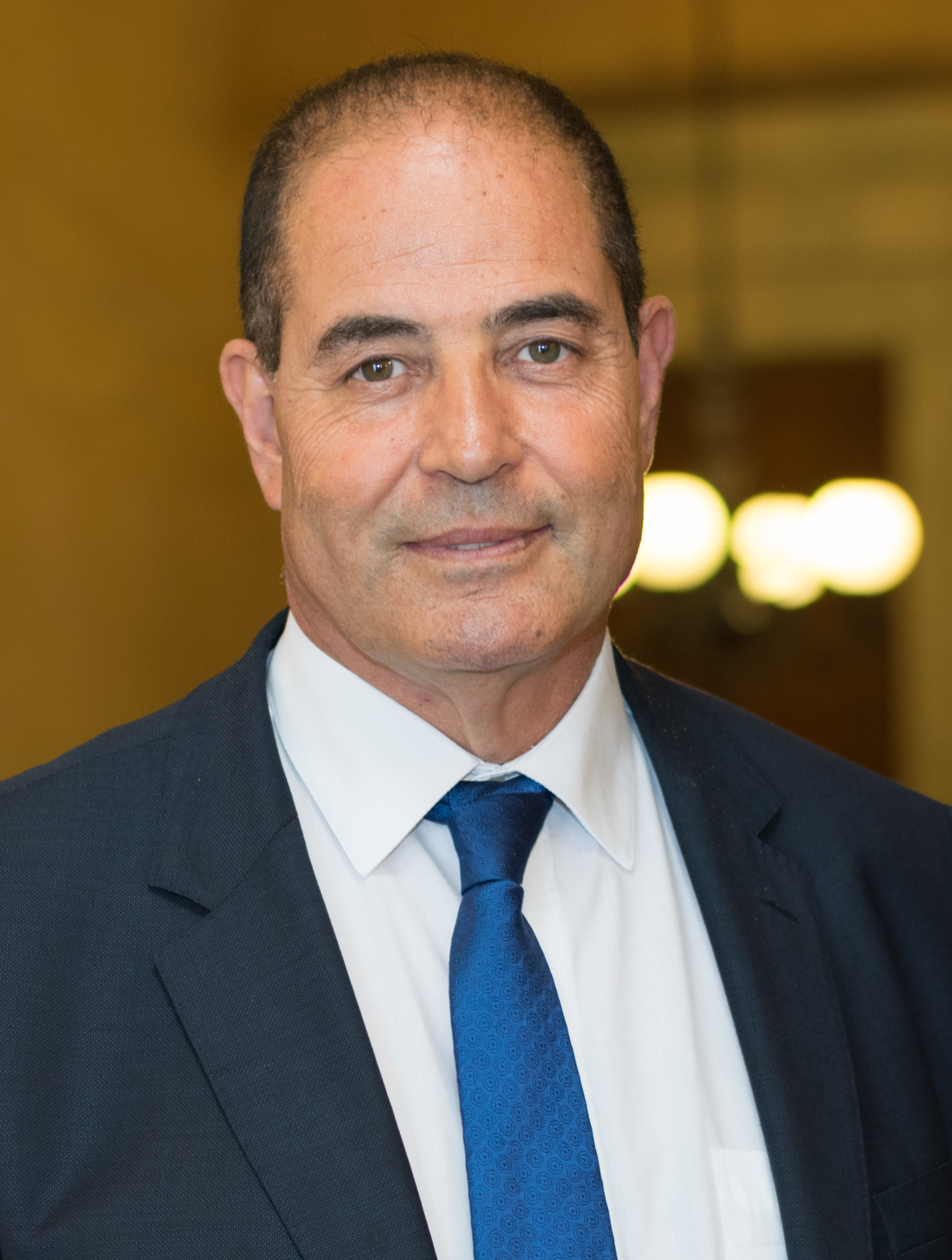
Le député sortant Mohamed Laqhila.

Dans cette circonscription acquise depuis toujours à la droite, le député du Mouvement démocrate, Mohamed Laqhila est élu en 2017 pour la majorité présidentielle. La circonscription comprend les villes de Septèmes-les-Vallons, Les Pennes-Mirabeau, Cabriès et Éguilles, mais plus de la moitié de sa population correspond à la majeure partie de la ville d'Aix-en-Provence, à l'exception de son centre-ville et des quartiers Pinchinats et Puyricard. À l’issue du premier tour, le député sortant arrive en troisième position et demande à son rival de gauche de se désister, s'affirmant en meilleure position pour battre l'extrême droite. Marc Pena, qui avec 800 voix d'avance argue de sa deuxième position, refuse et le député s'incline finalement. Au second tour, il l'emporte de justesse, plaçant la circonscription à gauche pour la première fois depuis le redécoupage de 1988. Il obtient 58 % des voix à Aix-en-Provence, est également légèrement en tête à Éguilles, mais est largement distancé par l'extrême-droite dans les trois autres communes, surtout aux Pennes-Mirabeau où le Rassemblement national obtient 68 % des voix.

#### Douzième circonscription
Député sortant : Franck Allisio (Rassemblement national)
| Candidat                 | Candidat                 | Parti et coalition       | Nuance                   | Premier tour | Premier tour |
| Candidat                 | Candidat                 | Parti et coalition       | Nuance                   | Voix         | %            |
| ------------------------ | ------------------------ | ------------------------ | ------------------------ | ------------ | ------------ |
|                          | Franck Allisio           | RN                       | RN                       | 33 086       | 54,07        |
|                          | Maryline Czurka          | PS (NFP)                 | UG                       | 14 746       | 24,10        |
|                          | Axel Breton              | MoDem (ENS)              | ENS                      | 8 508        | 13,90        |
|                          | Maxime Aghemo            | LR (UDC)                 | LR                       | 3 456        | 5,65         |
|                          | Raymonde Zini            | REC                      | REC                      | 836          | 1,37         |
|                          | François Roche           | LO                       | EXG                      | 561          | 0,92         |
|                          |                          |                          |                          |              |              |
| Suffrages exprimés       | Suffrages exprimés       | Suffrages exprimés       | Suffrages exprimés       | 61 193       | 97,41        |
| Votes blancs             | Votes blancs             | Votes blancs             | Votes blancs             | 1 296        | 2,06         |
| Votes nuls               | Votes nuls               | Votes nuls               | Votes nuls               | 330          | 0,53         |
| Total                    | Total                    | Total                    | Total                    | 62 819       | 100          |
| Abstention               | Abstention               | Abstention               | Abstention               | 32 546       | 34,13        |
| Inscrits / participation | Inscrits / participation | Inscrits / participation | Inscrits / participation | 95 365       | 65,87        |

La douzième circonscription, centrée autour des villes de Vitrolles et Marignane, est une place forte du Front national, où Bruno Mégret avait manqué de peu d'être élu député en 1993. En 2022 Franck Allisio est élu au second tour avec 51,4 % des voix, et réussit cette fois l'exploit d'être élu dès le premier tour avec 54 % des suffrages exprimés. Il réalise ses meilleurs scores à Saint-Victoret avec 66,7 % des voix.

#### Treizième circonscription
Député sortant : Pierre Dharréville (Parti communiste français)
| Candidat                 | Candidat                 | Parti et coalition       | Nuance                   | Premier tour | Premier tour | Second tour | Second tour |
| Candidat                 | Candidat                 | Parti et coalition       | Nuance                   | Voix         | %            | Voix        | %           |
| ------------------------ | ------------------------ | ------------------------ | ------------------------ | ------------ | ------------ | ----------- | ----------- |
|                          | Emmanuel Fouquart        | RN                       | RN                       | 27 908       | 47,53        | 31 084      | 52,87       |
|                          | Pierre Dharréville       | PCF (NFP)                | UG                       | 21 147       | 36,02        | 27 707      | 47,13       |
|                          | Lila Lokmane,            | TdP - RE (ENS)           | ENS                      | 7 239        | 12,33        |             |             |
|                          | Hervé Delespaul          | DLF                      | DSV                      | 934          | 1,59         |             |             |
|                          | Olympe Scheredre         | REC                      | REC                      | 876          | 1,49         |             |             |
|                          | Cyril Métral             | LO                       | EXG                      | 613          | 1,04         |             |             |
|                          |                          |                          |                          |              |              |             |             |
| Suffrages exprimés       | Suffrages exprimés       | Suffrages exprimés       | Suffrages exprimés       | 58 717       | 96,63        | 58 791      | 94,90       |
| Votes blancs             | Votes blancs             | Votes blancs             | Votes blancs             | 1 332        | 2,19         | 2 249       | 3,63        |
| Votes nuls               | Votes nuls               | Votes nuls               | Votes nuls               | 714          | 1,18         | 910         | 1,47        |
| Total                    | Total                    | Total                    | Total                    | 60 763       | 100          | 61 950      | 100         |
| Abstention               | Abstention               | Abstention               | Abstention               | 34 075       | 35,93        | 32 878      | 34,67       |
| Inscrits / participation | Inscrits / participation | Inscrits / participation | Inscrits / participation | 94 838       | 64,07        | 94 828      | 65,33       |

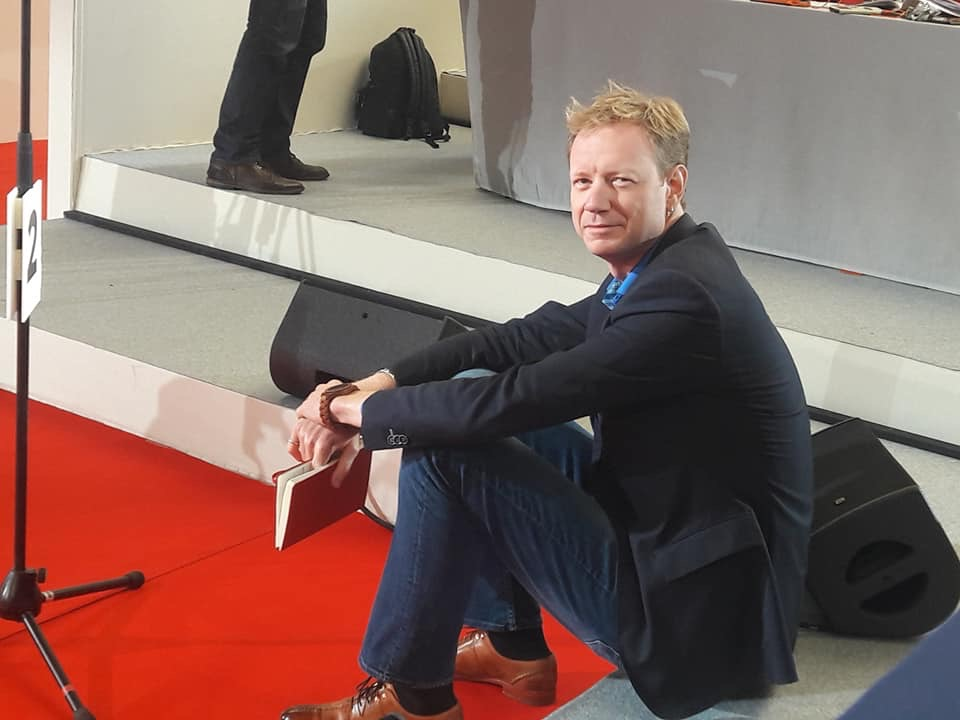
Le député sortant Pierre Dharréville.

La treizième circonscription est centrée autour des villes de Martigues, Port-de-Bouc, Fos-sur-Mer et la plus grande partie d'Istres. Fortement ouvrière et historiquement communiste depuis 1993, la circonscription bascule progressivement vers l'extrême-droite (22 % en 2012, 24 % en 2017 et 31 % en 2022). Lors des législatives de 2022, le député sortant Pierre Dharréville est réélu d'une courte tête, et perd cette fois ci avec une marge équivalente. Si le résultat est très serré à Martigues, Emmanuel Fouquart remporte 54 % des voix à Istres et 63 % à Fos-sur-Mer.

#### Quatorzième circonscription
Députée sortante : Anne-Laurence Petel (Renaissance)
| Candidat                 | Candidat                 | Parti et coalition       | Nuance                   | Premier tour | Premier tour | Second tour | Second tour |
| Candidat                 | Candidat                 | Parti et coalition       | Nuance                   | Voix         | %            | Voix        | %           |
| ------------------------ | ------------------------ | ------------------------ | ------------------------ | ------------ | ------------ | ----------- | ----------- |
|                          | Gérault Verny,           | RAD (RN)                 | UXD                      | 21 734       | 31,65        | 25 880      | 37,26       |
|                          | Jean-David Ciot          | PS (NFP)                 | UG                       | 20 242       | 29,48        | 25 022      | 36,03       |
|                          | Anne-Laurence Petel      | RE (ENS)                 | ENS                      | 19 853       | 28,91        | 18 553      | 26,71       |
|                          | Gaëtan Muselet           | LR (UDC)                 | LR                       | 3 869        | 5,63         |             |             |
|                          | Dominique Sassoon        | CIT                      | ECO                      | 1 010        | 1,47         |             |             |
|                          | Charles Moyal            | REC                      | REC                      | 827          | 1,20         |             |             |
|                          | Mireille Dufay           | DLF                      | DSV                      | 635          | 0,92         |             |             |
|                          | Anne Roche               | LO                       | EXG                      | 470          | 0,68         |             |             |
|                          | Baptiste Bouckenhove     | SE                       | DVD                      | 30           | 0,04         |             |             |
|                          |                          |                          |                          |              |              |             |             |
| Suffrages exprimés       | Suffrages exprimés       | Suffrages exprimés       | Suffrages exprimés       | 68 670       | 97,78        | 69 455      | 97,88       |
| Votes blancs             | Votes blancs             | Votes blancs             | Votes blancs             | 1 118        | 1,59         | 1 116       | 1,57        |
| Votes nuls               | Votes nuls               | Votes nuls               | Votes nuls               | 439          | 0,63         | 389         | 0,55        |
| Total                    | Total                    | Total                    | Total                    | 70 227       | 100          | 70 960      | 100         |
| Abstention               | Abstention               | Abstention               | Abstention               | 29 759       | 29,76        | 29 035      | 29,04       |
| Inscrits / participation | Inscrits / participation | Inscrits / participation | Inscrits / participation | 99 986       | 70,24        | 99 995      | 70,96       |

La quatorzième circonscription correspond à la partie d'Aix-en-Provence non incluse au sein de la onzième circonscription, soit son centre-ville et les quartiers Pinchinats et Puyricard, en plus de zones rurales du nord-est du département. À l'exception du scrutin de 2012 où la gauche l'avait emporté, la circonscription a toujours été à droite depuis 1988, avant la victoire d'Anne-Laurence Petel en 2017 en soutien à Emmanuel Macron. À l'issue du premier tour, le proche d'Eric Ciotti soutenu par le Rassemblement national Gérault Verny devance légèrement le candidat de l'union de la gauche. Arrivée en troisième position, Petel refuse de se désister, renvoyant dos à dos les « extrêmes ». Elle perd néanmoins plus de mille voix lors du second tour, et Gérault Verny est élu avec près de 800 voix d'avance sur son rival de gauche. Il est toutefois largement distancé à Aix-en-Provence, avec 29,3 % des voix contre 42 % pour le candidat du Parti socialiste.

#### Quinzième circonscription
Député sortant : Romain Baubry (Rassemblement national)
| Candidat                 | Candidat                 | Parti et coalition       | Nuance                   | Premier tour | Premier tour | Second tour | Second tour |
| Candidat                 | Candidat                 | Parti et coalition       | Nuance                   | Voix         | %            | Voix        | %           |
| ------------------------ | ------------------------ | ------------------------ | ------------------------ | ------------ | ------------ | ----------- | ----------- |
|                          | Romain Baubry            | RN                       | RN                       | 37 493       | 49,48        | 43 745      | 65,18       |
|                          | Wassila Aïdarous         | LFI (NFP)                | UG                       | 15 314       | 20,21        | 23 368      | 34,82       |
|                          | Solange Ponchon          | RE (ENS)                 | ENS                      | 12 202       | 16,10        |             |             |
|                          | Stéphane Hermellin       | LR (UDC)                 | LR                       | 8 272        | 10,92        |             |             |
|                          | Martine Elesikian        | REC                      | REC                      | 1 414        | 1,87         |             |             |
|                          | Anne Testut              | LO                       | EXG                      | 617          | 0,81         |             |             |
|                          | Christophe Ptak          | SE                       | DIV                      | 457          | 0,60         |             |             |
|                          |                          |                          |                          |              |              |             |             |
| Suffrages exprimés       | Suffrages exprimés       | Suffrages exprimés       | Suffrages exprimés       | 75 769       | 96,98        | 67 113      | 87,86       |
| Votes blancs             | Votes blancs             | Votes blancs             | Votes blancs             | 1 726        | 2,21         | 7 270       | 9,52        |
| Votes nuls               | Votes nuls               | Votes nuls               | Votes nuls               | 634          | 0,81         | 2 007       | 2,63        |
| Total                    | Total                    | Total                    | Total                    | 78 129       | 100          | 76 390      | 100         |
| Abstention               | Abstention               | Abstention               | Abstention               | 32 577       | 29,43        | 34 335      | 31,01       |
| Inscrits / participation | Inscrits / participation | Inscrits / participation | Inscrits / participation | 110 706      | 70,57        | 110 725     | 68,99       |

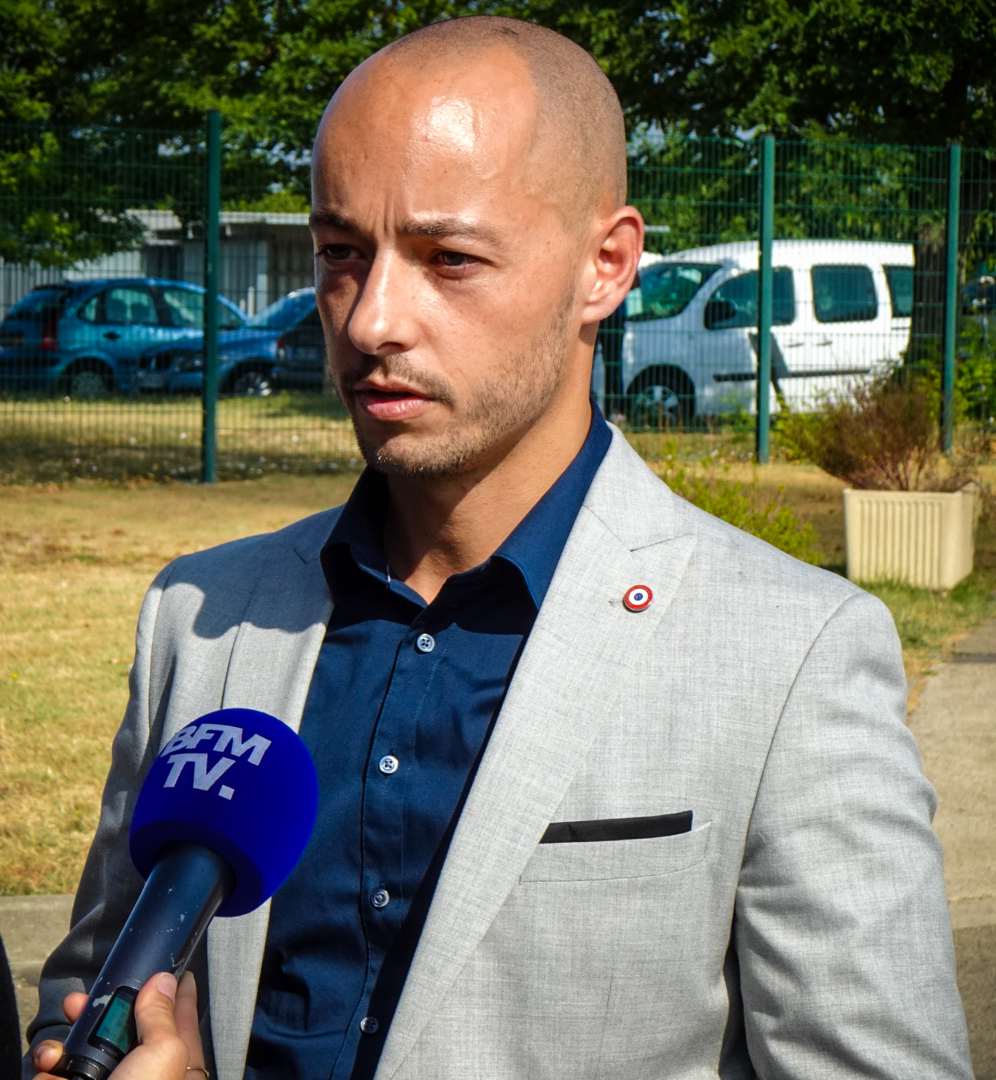
Romain Baubry, le député sortant Rassemblement national en 2022.

Deuxième plus vaste circonscription des Bouches-du-Rhône, essentiellement rurale et centrée autour Châteaurenard, elle est dominée la droite depuis sa création en 1988, avant d'être remportée en 2022 par le candidat du Rassemblement national Romain Baubry, avec 54 % des voix. Deux ans plus tard, il améliore considérablement son score, manquant de peu de l'emporter dès le premier tour.

#### Seizième circonscription
Député sortant : Emmanuel Taché de La Pagerie (Rassemblement national)
| Candidat                 | Candidat                     | Parti et coalition       | Nuance                   | Premier tour | Premier tour | Second tour | Second tour |
| Candidat                 | Candidat                     | Parti et coalition       | Nuance                   | Voix         | %            | Voix        | %           |
| ------------------------ | ---------------------------- | ------------------------ | ------------------------ | ------------ | ------------ | ----------- | ----------- |
|                          | Emmanuel Taché de la Pagerie | RN                       | RN                       | 28 179       | 47,12        | 32 359      | 56,13       |
|                          | Nicolas Koukas               | PCF (NFP)                | UG                       | 17 896       | 29,92        | 25 296      | 43,87       |
|                          | Marion Biscione              | MoDem (ENS)              | ENS                      | 8 900        | 14,88        |             |             |
|                          | Alain Bernardet              | LR (UDC)                 | LR                       | 3 217        | 5,38         |             |             |
|                          | Florent Seddik               | REC                      | REC                      | 712          | 1,19         |             |             |
|                          | Guy Dubost                   | LO                       | EXG                      | 505          | 0,84         |             |             |
|                          | Samir Bouziani               | Équinoxe                 | ECO                      | 396          | 0,66         |             |             |
|                          |                              |                          |                          |              |              |             |             |
| Suffrages exprimés       | Suffrages exprimés           | Suffrages exprimés       | Suffrages exprimés       | 59 805       | 97,15        | 57 655      | 92,74       |
| Votes blancs             | Votes blancs                 | Votes blancs             | Votes blancs             | 1 088        | 1,77         | 3 283       | 5,28        |
| Votes nuls               | Votes nuls                   | Votes nuls               | Votes nuls               | 667          | 1,08         | 1 233       | 1,98        |
| Total                    | Total                        | Total                    | Total                    | 61 560       | 100          | 62 171      | 100         |
| Abstention               | Abstention                   | Abstention               | Abstention               | 30 124       | 32,86        | 29 536      | 32,21       |
| Inscrits / participation | Inscrits / participation     | Inscrits / participation | Inscrits / participation | 91 684       | 67,14        | 91 707      | 67,79       |

Plus vaste du département, la seizième circonscription comprend notamment les villes d'Arles et Miramas. En 2017, Monica Michel, la candidate soutenue par le président nouvellement élu Emmanuel Macron l'emporte de peu face au candidat du Front national. Cinq ans plus tard, Emmanuel Taché de la Pagerie remporte la circonscription avec 55 % des suffrages. En 2024, il est réélu avec un score similaire tandis que le candidat du Parti communiste arrive légèrement en tête à Arles.